# Liste von Leuchttürmen im Königreich der Niederlande
Dies ist eine Liste von Leuchttürmen im Königreich der Niederlande (Zum Königreich gehören die Niederlande und die karibischen Länder Aruba, Curaçao und Sint Maarten):

## Niederlande

### Karibische Niederlande

#### Bonaire
| Leuchtturm niederländisch Vuurtoren | Bild | Baujahr | Ort        | Koordinaten                      | Kennung∡°     | Turmhöhe | NGA- Nummer | UKHO # NGA # HP2 # | Reichweite in nautische Meilen |
| ----------------------------------- | ---- | ------- | ---------- | -------------------------------- | ------------- | -------- | ----------- | ------------------ | ------------------------------ |
| Vuurtoren Ceru Bentana              |      | n/a     | Rincon     | 12° 18′ 18,1″ N, 68° 22′ 34,1″ W | Fl (4) W 22s. | 44 m     | 16056       | J6416              | 15                             |
| Vuurtoren Boca Spelonk              |      | 1910    | Kralendijk | 12° 12′ 44,2″ N, 68° 11′ 47,5″ W | Fl W 5s.      | 30 m     | 16064       | J6414              | 15                             |
| Vuurtoren Willemstoren (Lacre Punt) |      | n/a     | Kralendijk | 12° 1′ 42″ N, 68° 14′ 14,2″ W    | Fl W 9.       | 23 m     | 16100       | J6411              | 14                             |
| Vuurtoren Punt Vierkant             | Bild | n/a     | Kralendijk | 12° 6′ 50,3″ N, 68° 17′ 40,7″ W  | Fl (3) W 22s. | 9 m      | 16096       | J6409              | 5                              |
| Vuurtoren van Kralendijk            |      | 1932    | Kralendijk | 12° 8′ 56″ N, 68° 16′ 36,2″ W    | Fl W 2s.      | 13 m     | 16093       | J6408.3            | 5                              |
| Vuurtoren Punt Wekoewa              | Bild | n/a     | Rincon     | 12° 13′ 37,7″ N, 68° 24′ 39″ W   | Fl (3) W 20s. | 15 m     | 16060       | J6403              | 12                             |

#### Saba
| Leuchtturm niederländisch Vuurtoren | Bild | Baujahr | Ort       | Koordinaten                      | Kennung∡°     | Turmhöhe | NGA- Nummer | UKHO # NGA # HP2 # | Reichweite in nautische Meilen |
| ----------------------------------- | ---- | ------- | --------- | -------------------------------- | ------------- | -------- | ----------- | ------------------ | ------------------------------ |
| Vuurtoren St. John’s                | Bild | n/a     | St. Johns | 17° 37′ 13,8″ N, 63° 14′ 35,4″ W | Fl (2) W 10s. | 15 m     | 14738       | J56673             | 15                             |

#### Sint Eustatius
| Leuchtturm niederländisch Vuurtoren | Bild | Baujahr   | Ort        | Koordinaten                     | Kennung∡°     | Turmhöhe | NGA- Nummer | UKHO # NGA # HP2 # | Reichweite in nautische Meilen |
| ----------------------------------- | ---- | --------- | ---------- | ------------------------------- | ------------- | -------- | ----------- | ------------------ | ------------------------------ |
| Vuurtoren Oranjestad                | Bild | 1893 est. | Oranjestad | 17° 29′ 1,7″ N, 62° 59′ 13,1″ W | Fl (3) W 15s. | 20 m     | 14742       | J5668.5            | 17                             |

## Aruba
| Leuchtturm niederländisch Vuurtoren | Bild | Baujahr       | Ort                         | Koordinaten                    | Kennung∡°    | Turmhöhe | NGA- Nummer   | UKHO # NGA # HP2 # | Reichweite in nautische Meilen |
| ----------------------------------- | ---- | ------------- | --------------------------- | ------------------------------ | ------------ | -------- | ------------- | ------------------ | ------------------------------ |
| Vuurtoren California                |      | 1916          | Noord                       | 12° 36′ 49,5″ N, 70° 3′ 5,1″ W | Elektronisch | 30 m     | 15850         | J6330              | 19                             |
| Vuurtoren Fort Zoutman              |      | 1796          | Oranjestad                  | 12° 31′ 4″ N, 70° 2′ 8,6″ W    | inaktiv      | 5 Etagen | ARLHS ARU-004 | --                 | --                             |
| Vuurtoren Seroe Colorado            |      | 1881 eröffnet | Sero Colorado, San Nicolaas | 12° 25′ 5,6″ N, 69° 52′ 8,9″ W | Fl W 6s.     | 8 m      | 15960         | J6368              | 21                             |

## Curaçao
| Leuchtturm niederländisch Vuurtoren | Bild | Baujahr       | Ort               | Koordinaten                      | Kennung∡°     | Turmhöhe | NGA- Nummer | UKHO # NGA # HP2 # | Reichweite in nautische Meilen |
| ----------------------------------- | ---- | ------------- | ----------------- | -------------------------------- | ------------- | -------- | ----------- | ------------------ | ------------------------------ |
| Vuurtoren Kaap Sint Marie           | Bild | n/a           | Sint Willibrordus | 12° 11′ 14,9″ N, 69° 3′ 37,5″ W  | Fl (2) W 6s.  | 6 m      | 15968       | J6374              | 9                              |
| Vuurtoren van Klein Curaçao         |      | 1913          | Klein Curaçao     | 11° 59′ 23,3″ N, 68° 38′ 35,5″ W | Fl (2) W 15s. | 20 m     | 16054       | J6399              | 15                             |
| Vuurtoren Noordpunt                 | Bild | 1913 eröffnet | Watamula          | 12° 23′ 2,3″ N, 69° 9′ 13,7″ W   | Fl (3) W 15s. | 6 m      | 15964       | J6372              | 12                             |
| Vuurtoren Punt Kanon                | Bild | n/a           | Punt Kanon        | 12° 2′ 38,6″ N, 68° 44′ 15,4″ W  | Fl W 4s.      | 11 m     | 16053       | J6396              | 8                              |
| Vuurtoren Riffort                   |      | n/a           | Willemstad        | 12° 6′ 17″ N, 68° 56′ 8,3″ W     | Oc W 5s.      | 17 m     | 16012       | J6378              | 14                             |

## Sint Maarten
| Leuchtturm niederländisch Vuurtoren | Bild | Baujahr | Ort         | Koordinaten                    | Kennung∡°            | Turmhöhe | NGA- Nummer | UKHO # NGA # HP2 # | Reichweite in nautische Meilen |
| ----------------------------------- | ---- | ------- | ----------- | ------------------------------ | -------------------- | -------- | ----------- | ------------------ | ------------------------------ |
| Philipsburg Wathey Pier Licht       |      | n/a     | Philipsburg | 18° 0′ 29,2″ N, 63° 2′ 55,8″ W | Fl (6) + L Fl W 10s. | n/a      | 14727.5     | J5862.5            | 7                              |